# Căușeni járás
Căușeni járás (oroszul: Каушанский район, ukránul: Каушенський район) közigazgatási egység Moldovában. Közigazgatási központja Căușeni város.

## Fekvése
Az ország délkeleti részén helyezkedik el. Északról Anenii Noi és Ialoveni járások, keletről Ștefan Vodă járás és a Dnyeszter Menti Köztársaság Slobozia járása és Bender (Tighina) városa, nyugatról Cimișlia járás délről pedig az ukrajnai Odesszai terület határolja.

## Lakosság
| Nemzetiségek        | 2004  | 2004   |
| ------------------- | ----- | ------ |
| Moldávok            | 79432 | 87,66% |
| Oroszok             | 3839  | 4,24%  |
| Románok             | 2844  | 13,14% |
| Ukránok             | 2469  | 2,72%  |
| Bolgárok            | 1108  | 1,22%  |
| Gagauzok            | 653   | 0,72%  |
| Egyéb nemzetiségűek | 267   | 0,29%  |
| Összesen            | 90612 | 100,0% |

## Közigazgatási beosztás
Căușeni járás 2 városból, 28 községből és 18 faluból áll.
Városok
- Căușeni, Căinari.

Községek
- Baccealia, Baimaclia, Chircăiești, Chircăieștii Noi, Chițcani, Ciuflești, Cârnățeni, Cârnățenii Noi, Copanca, Coșcalia, Cremenciug, Fârlădeni, Gâsca, Grădinița, Grigorievca, Hagimus, Opaci, Pervomaisc, Plop-Știubei, Săiți, Sălcuța, Taraclia, Tănătari, Tănătarii Noi, Tocuz, Ucrainca, Ursoaia, Zaim.

Falvak
- Baurci, Căinari (vasútállomás), Constantinovca, Fîrlădenii Noi, Florica, Leuntea, Marianca de Sus, Merenești, Plop, Sălcuța Nouă, Surchiceni, Ștefănești, Tricolici, Ursoaia Nouă, Valea Verde, Zahorna, Zaim (vasútállomás), Zviozdocica.

## Külső hivatkozások
- Népszámlálási adatok Archiválva 2016. június 11-i dátummal a Wayback Machine-ben
- A járás hivatalos honlapja

1. ↑  2014 Moldovan census, 2017